# Bruchmühlbach-Miesau
Bruchmühlbach-Miesau é um município da Alemanha localizado no distrito de Kaiserslautern, estado da Renânia-Palatinado.
É membro e sede do Verbandsgemeinde de Bruchmühlbach-Miesau.